# Commelle
Commelle foi uma comuna francesa na região administrativa de Auvérnia-Ródano-Alpes, no departamento de Isère. Estendia-se por uma área de 14,04 km². Em 2010 a comuna tinha 794 habitantes (densidade: 56,6 hab./km²).
Em 1 de janeiro de 2019, passou a formar parte da nova comuna de Porte-des-Bonnevaux.